# Alexander Dückers
Alexander Dückers (* 26. Mai 1939 in Aachen; † 11. September 2024) war ein deutscher Kunsthistoriker.

## Leben und Wirken
Alexander Dückers studierte Kunstgeschichte, Klassische Archäologie und Alte Geschichte in Bonn, Freiburg i.Br., Bologna und Münster. Er wurde 1967 promoviert mit einer Dissertation über die Tafelmalerei Guido Renis. Von 1969 bis 1984 leitete er die Neue Abteilung des Kupferstichkabinetts der Staatlichen Museen Preußischer Kulturbesitz in Berlin-West. Von 1984 bis 2002 amtierte er als Direktor des Kabinetts, dessen in der Nachkriegszeit zwischen Ost und West geteilte Bestände nach 1991 wieder vereinigt wurden. Von 1988 bis 1992 war er Präsident des Internationalen Komitees der Graphischen Sammlungen („International Advisory Committee of Keepers of Public Collections of Graphic Art“). 1995 wurde ihm das Bundesverdienstkreuz am Bande verliehen.
Unter Dückers' Leitung wurde der Sammlungsbestand des Berliner Kupferstichkabinetts auf dem Gebiet der Kunst des 20. Jahrhunderts erheblich erweitert, sowohl an Druckgraphik wie auch (ab 1986) an Zeichnungen. Die Erwerbungen reichen von Vertretern der klassischen Moderne wie Kirchner, Picasso und Giacometti bis zur Pop Art von Warhol und Oldenburg, zur Minimal Art und verwandter Richtungen – Judd, Stella, Kelly –, zum neuen Realismus von Gertsch und zu F.E. Walther. Der Öffentlichkeit präsentierte er die Neuerwerbungen in zahlreichen Ausstellungen. Er leitete maßgeblich die Wiedervereinigung der geteilten, mehrere hunderttausend Werke umfassenden Sammlung im Neubau des Museums im Berliner Kulturforum. 1997 gab er den Anstoß zur Gründung der Graphischen Gesellschaft zu Berlin – Vereinigung der Freunde des Kupferstichkabinetts.

## Veröffentlichungen (Auswahl)
- Max Klinger. Rembrandt Verlag, Berlin 1976.
- George Grosz, Das druckgraphische Werk. Propyläen Verlag, Frankfurt a. M., Berlin, Wien 1979.
- Druckgraphik – Wandlungen eines Mediums seit 1945. Kupferstichkabinett, Berlin 1981 (mit Angela Schönberger).
- Max Beckmann – Die Hölle. Kupferstichkabinett, Berlin 1983.
- Das Berliner Kupferstichkabinett – Ein Handbuch zur Sammlung. Kupferstichkabinett / Akademie Verlag, Berlin 1994 (Herausgeber und Koautor).